# Ištvan Semeredi
Ištvan Semeredi (ur. 8 kwietnia 1948) – jugosłowiański zapaśnik walczący w stylu klasycznym. Olimpijczyk z Monachium 1972, gdzie zajął czwarte miejsce w kategorii plus 100 kg.
Czwarty na mistrzostwach Europy w 1973 roku.